# 希爾弗瑟姆
52°14′N 5°11′E / 52.23°N 5.18°E
希爾弗瑟姆（Hilversumⓘ），北荷蘭省中的一個城市和市镇，是霍伊地区（'t Gooi）最大的城鎮。它是兰斯塔德的一部份。荷兰国际广播电台的總部位於此處。

## 著名出身者
- 約普·登厄伊爾，前荷蘭首相、荷蘭眾議院議員
- 休·范艾斯，戰地記者，經歷越南戰爭、蘇聯入侵阿富汗